# Цайдер, Альберт Геннадьевич
Альберт Геннадьевич Цайдер (род. 19 августа 1996) — российский футболист, игрок в мини-футбол, вратарь.

## Биография
С 2011 года выступал за дубль ЦСКА. В сезоне 2014/15 попеременно выступал за основной и дублирующий составы московского «Спартака». С лета 2015 года выступал за «Дину». Затем в январе 2018 вернулся в «Спартак». Был признан лучшим вратарём сезона 2018/2019 в Высшей лиге. Летом 2019 года перешёл в КПРФ.
В сезоне 2019/2020 в элитном раунде Лиги Чемпионов отыграл три матча.